# Observatório Espacial Herschel
O Observatório Espacial Herschel foi uma sonda espacial da Agência Espacial Européia - ESA, anteriormente denominada de: Far Infrared and Sub-millimetre Telescope ou simplesmente FIRST. Uma tradução para o português seria: Telescópio de infravermelho longínquo e de comprimento de onda sub-milimétrico. Operou entre 2009 a 2013.
Foi o primeiro telescópio a cobrir a faixa que vai do infravermelho à faixa do sub-milímetro do espectro eletromagnético, além de ter sido o telescópio com o maior espelho já construído para uma sonda no espaço.
Seu nome vem do astrónomo britânico de nome William Herschel, que descobriu em 1800 a existência de uma faixa do espectro eletromagnético fora da luz visível que hoje é denominada de infravermelho.
O telescópio ficou situado a cerca de 1,5 milhões de quilômetros de distância da Terra e ficou no segundo Ponto de Lagrange (L2) no sistema Terra-Sol.
O Observatório Espacial Herschel tinha cerca de 9 metros de altura e 4,3 metros de largura, tinha uma massa de 3,25 toneladas. O espelho era feito de carboneto de silício que é uma liga leve e resistente a fadiga e a temperaturas extremas. O seu espelho tinha cerca de 3,5 metros de diâmetro e desta forma pode coletar luz de objetos muito distantes e pouco conhecidos, tais como de galáxias recém-nascidas a milhares de milhões de anos-luz de distância e dirigiu esta luz sobre os detectores que funcionaram a temperaturas próximas do zero absoluto.
Ele continuou a funcionar até 29 de abril de 2013, quando líquido de refrigeração do Herchel acabou. 

## Instrumentos
Os instrumentos do telescópio são:
- PACS, uma câmera de média resolução e um espectrômetro capaz de enxergar os comprimentos de onda de 60 a 210 micrômetros.
- SPIRE, uma câmera e um espectrômetro sensível a comprimentos de onda de 200 a 670 micrômetros.
- HIFI, Um espectrômetro de alta resolução que combina a leitura de ondas com freqüência de 480 a 1250 e de 1410 a 1910 GHz (correspondente ao comprimento de onda de 157 a 625 micrômetros).

## Sumário
- Data de lançamento:  29 de abril de 2013
- Fim da missão: 2010-2011
- Veículo de lançamento: Ariane 5
- Massa quando do lançamento: 3300 kg
- Energia produzida pela sonda: 1kW
- Diâmetro do telescópio: cerca de 3,5 m
- Estágio atual da missão: em implementação.
- Órbita: órbita de Lissajous no segundo ponto de Lagrange, situado entre o sistema Terra-Sol (L2).

## Objetivos da missão
- Estudar a formação das galáxias no início do Universo e a sua subseqüente evolução.
- Investigar a criação das estrelas e de sua interação com o meio interestelar.
- Observar a composição química da atmosfera e da superfície de cometas, de planetas e de suas luas.
- Examinar a química molecular do Universo.

## Cooperação
O Observatório Espacial Herschel foi uma junção de esforços de 10 países e de 40 diversas organizações que se uniram nesta empreitada espacial, sob a supervisão da ESA - European Space Agency. Algumas das organizações participantes: Jet Propulsion Laboratory (JPL), California Institute of Technology e a Infrared Processing and Analysis Center (IPAC).